# رحلة خطوط سانتا باربرا الجوية الرقم 518
رحلة خطوط سانتا باربرا الجوية الرقم 518 رحلة أقلعت في21 فبراير 2008م من ميريدا متجهة إلى كاراكاس وبعد حوالي 6 دقائق خرجت الرحلة عن السيطرة وتحطمت في جبال الانديز.

## نوع الطائرة
نوع الطائرة هو أي تي ار 22.

## مسار الرحلة
كانت بداية الرحلة في مطار ميريدا الدولي وكانت متهجة إلى مطار كاراكاس الدولي

## سبب الحادث
ذُكر أن الحادث كان بسبب اطفاء جهاز الملاحة والجو الضبابي وخطأ الطيار ومساعده واستخدم بوصلة الاحتياط ومخالفة قوانين الطيران وصعود الركاب قبل طاقم الرحلة وتسرع الرحلة بعد دقائق عن موعد إقلاعها الأصلي.

## روابط خارجية
- (بالإسبانية) Vuelo 518 Santa Bárbara
- (بالإسبانية) "REPUBLICA BOLIVARIANA DE VENEZUELA TRIBUNAL TERCERO DE PRIMERA INSTANCIA EN FUNCIONES DE CONTROL." ( نسخة محفوظة 4 يناير 2014 على موقع واي باك مشين.)